# Diseño inteligente

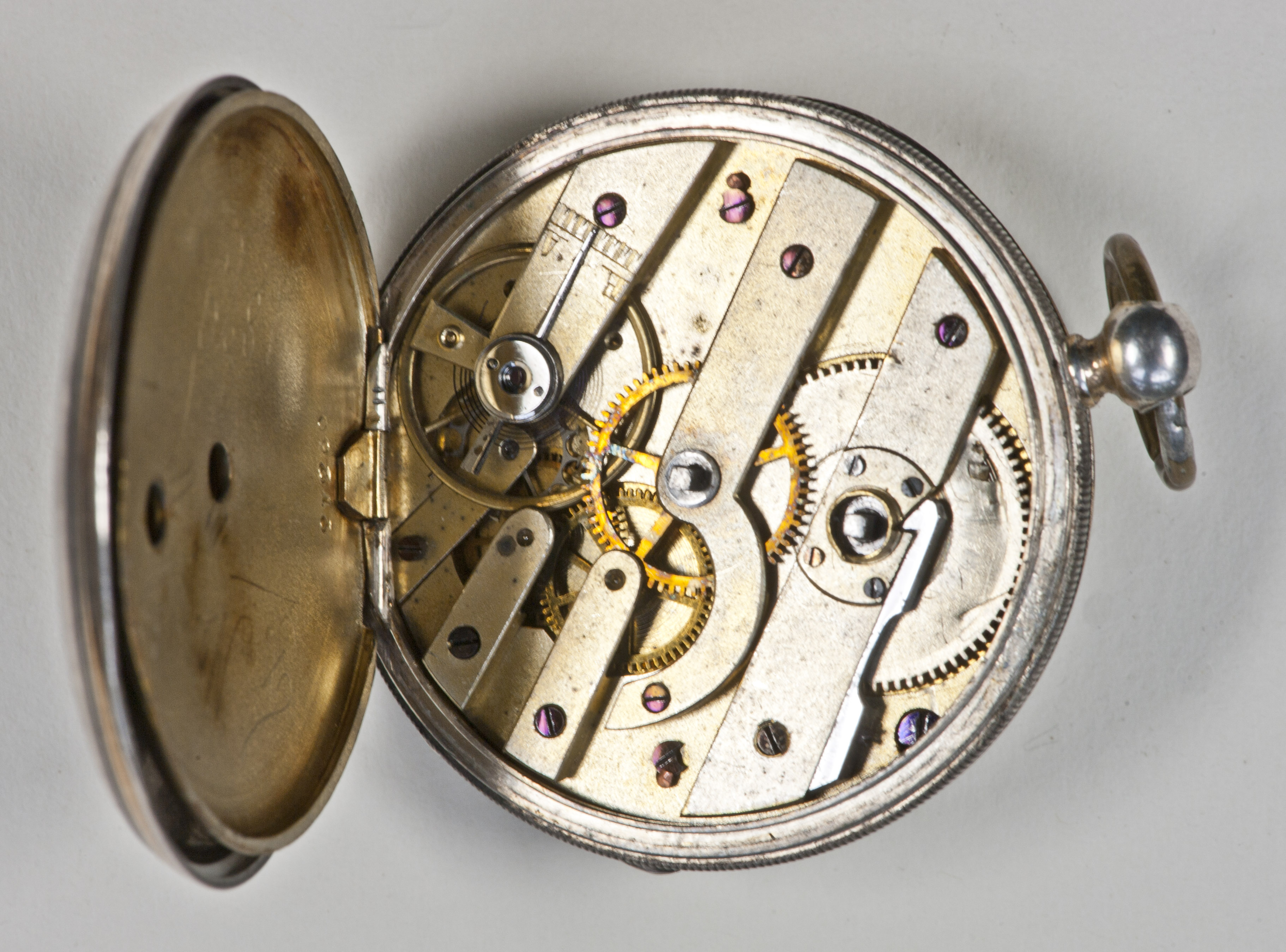
La analogía del relojero es un argumento teleológico que sostiene que el diseño implica un diseñador. Ha tenido un papel prominente en la teología natural y el "argumento del diseño", donde se ha usado para argüir a favor de la existencia de Dios y el diseño inteligente del universo.

El diseño inteligente (DI) es un argumento pseudocientífico a favor de la  existencia de una Inteligencia Creadora universal, lo que supondría una prueba a favor de la existencia de Dios. Sus partidarios usan conocimientos científicos y los  presentan como "teoría científica" basándose en la evidencia sobre los orígenes de la vida.
Los defensores de esta postura creacionista afirman que «ciertas características del universo y de los seres vivos se explican mejor por una causa inteligente, no por un proceso ciego como la selección natural». El DI es una forma de creacionismo anti evolución natural, que pretende presentar una "visión científica", pero que realmente carece de respaldo empírico científico y no ofrece hipótesis verificables o sustentables, por lo que no se considera una ciencia. Los tres autores más importantes de identificación son sin duda Michael Behe, William Dembski y Stephen Meyer. Los principales defensores del DI están asociados con el Discovery Institute, un think tank ideológicamente derechista con sede en los Estados Unidos.
Aunque la frase "diseño inteligente" había aparecido previamente en las discusiones teológicas del argumento del diseño, la primera publicación del término diseño inteligente en su uso actual como un término alternativo para el creacionismo fue en Of Pandas and People (Sobre pandas y personas), un libro de texto de 1989 destinado a las clases de biología de secundaria. El término fue sustituido en los borradores del libro después del fallo en 1987 de la Corte Suprema de los Estados Unidos en el caso Edwards contra Aguillard, que prohibió la enseñanza de la ciencia de la creación en las escuelas públicas sobre fundamentos constitucionales. A partir de mediados de la década de 1990, el movimiento del diseño Inteligente, apoyado por el Discovery Institute, abogó por la inclusión del diseño inteligente en el currículo de biología de las escuelas públicas. Esto condujo al caso de 2005 Kitzmiller contra el Distrito Escolar del Área de Dover en el que el juez de distrito de los Estados Unidos John E. Jones III, dictaminó que el diseño inteligente no es ciencia, que «no puede desacoplarse de sus creacionistas, y por tanto religiosos, antecedentes» y que su promoción por el distrito escolar por lo tanto violó la Cláusula de Establecimiento de la Primera Enmienda de la Constitución de los Estados Unidos,
El DI presenta dos argumentos negativos principales contra las explicaciones evolutivas: la complejidad irreducible y la complejidad especificada. Estos argumentos afirman que ciertas características –biológicas e informáticas, respectivamente– son demasiado complejas para ser el resultado de procesos naturales. Como un argumento positivo contra la evolución, el DI propone la analogía entre los sistemas naturales y los artefactos humanos, una versión del argumento del diseño a favor de la existencia de Dios. Los defensores entonces concluyen por analogía que estas características son evidencia de diseño.
Otras posturas creyentes menos extremas, tales como el de la evolución teísta, y el examen científico detallado han refutado las afirmaciones de que las explicaciones evolutivas son inadecuadas y esta premisa del diseño inteligente –que la evidencia contra la evolución constituye evidencia de diseño– ha sido criticada como una falsa dicotomía. A pesar de las críticas de la comunidad científica, la cual rechaza la postura pseudocientifica presentada por el diseño Inteligente, los defensores de esta aún sostienen que si se trataria de «una teoría científica basada en evidencia acerca de los orígenes de la vida que desafía el naturalismo metodológico inherente a la ciencia moderna», si bien admiten que todavía tienen que producir una teoría científica.

## Historia

### Origen del concepto
En 1910, la evolución no era un tema de gran controversia religiosa en Estados Unidos, pero en la década de 1920 la controversia fundamentalista-modernista en teología dio como resultado la oposición del fundamentalismo cristiano a la enseñanza de la evolución y en el origen del creacionismo moderno. La enseñanza de la evolución se suspendió efectivamente en las escuelas públicas nacionales hasta la década de 1960, y entonces cuando la evolución fue reintroducida en el plan de estudios, hubo una serie de casos judiciales en los que se hicieron intentos para hacer que el creacionismo fuese enseñado junto con la evolución en las clases de ciencias. Creacionistas de la Tierra joven (CTJ) promovieron la ciencia de la creación como "una explicación científica alternativa del mundo en el que vivimos". Esto con frecuencia invoca el argumento del diseño para explicar la complejidad de la naturaleza como la demostración de la existencia de Dios.
El argumento del diseño o "argumento del diseño inteligente" fue propuesto por primera vez por William Paley en su libro Teología Natural en 1802. Su analogía del relojero proponía que, al igual que ante la complejidad en el diseño de un reloj inferimos la existencia de un relojero, ante la complejidad de los organismos vivos debemos inferir la existencia de un diseñador con mayúsculas. Al igual que la ciencia de la creación, el diseño inteligente se centra en el argumento religioso de Paley del diseño, pero mientras que la teología natural de Paley está abierta a un diseño deísta a través de leyes dadas por Dios, el diseño inteligente busca la confirmación científica de repetidas intervenciones milagrosas en la historia de la vida. La ciencia de la creación prefiguró los argumentos del diseño inteligente de la complejidad irreducible, citando incluso el flagelo bacteriano. En los Estados Unidos, los intentos de introducir la ciencia de la creación en las escuelas llevaron a juicios que fallaron que es de naturaleza religiosa y, por lo tanto, no puede enseñarse en las clases de ciencias de las escuelas públicas. El diseño inteligente también se presenta como ciencia y comparte otros argumentos con la ciencia de la creación, pero evita referencias bíblicas literales a cosas tales como la historia del Diluvio, la historia del Génesis o el uso de versículos de la Biblia para datar a la Tierra.
Barbara Forrest escribe que el movimiento del diseño inteligente comenzó en 1984, con el libro The Mystery of Life's Origin: Reassessing Current Theories (El misterio del origen de la vida: Revaluación de las teorías actuales), coescrito por el creacionista y químico Charles B. Thaxton y otros dos autores, y publicado por la Foundation for Thought and Ethics de Jon A. Buell. Thaxton dio una conferencia en 1988 llamada "Fuentes de la información contenida en el ADN", que atrajo a creacionistas como Stephen C. Meyer.
En marzo de 1986, un análisis de Meyer usó la teoría de la información para sugerir que los mensajes transmitidos por el ADN en la célula mostraban «complejidad especificada» mediante inteligencia y deben haberse originado por un agente inteligente. En noviembre de ese año, Thaxton describió su razonamiento como una forma más sofisticada del argumento del diseño de Paley. En la conferencia de 1988 "Fuentes de la información contenida en el ADN", dijo que su opinión de origen inteligente es compatible con el naturalismo metafísico y el sobrenaturalismo.
El diseño inteligente evita identificar o nombrar al diseñador inteligente –se limita a afirmar que deben existir uno (o más)–, pero los líderes del movimiento han dicho que el diseñador es el Dios cristiano. Si esta falta de especificidad sobre la identidad del diseñador en los debates públicos es una característica genuina del concepto o si se trata únicamente de una postura tomada para evitar distanciar a aquellos que separarían la religión de la enseñanza de la ciencia, ha sido un tema de gran debate entre los partidarios y críticos del diseño inteligente. El juicio Kitzmiller contra el área distrital escolar de Dover sostuvo que se trataba de este último caso.

### Origen del término
Desde la Edad Media, la discusión religiosa del "argumento del diseño" o "argumento teleológico" en teología, con su concepto de "diseño inteligente", se ha referido persistentemente al Dios creador teísta. Aunque los defensores del DI eligieron esta etiqueta provocativa para su alternativa propuesta a las explicaciones evolutivas, han desenfatizado sus antecedentes religiosos y negado que el DI es teología natural, sin dejar de presentar al DI como un apoyo al argumento de la existencia de Dios.
Si bien los partidarios del diseño inteligente han señalado ejemplos previos de la frase diseño inteligente que según ellos no eran creacionistas y basados en la fe, no han logrado demostrar que estos usos hayan tenido alguna influencia sobre quienes introdujeron la etiqueta en el movimiento del diseño inteligente.
Variaciones de la frase aparecieron en publicaciones CTJ: un libro de 1967 coescrito por Percival Davis se refirió a "diseño según el cual se crearon los organismos básicos". En 1970, A. E. Wilder-Smith publicó The Creation of Life: A Cybernetic Approach to Evolution (La creación de la vida: Un enfoque cibernético de la evolución), que defendía el argumento del diseño de Paley con cálculos computacionales de la improbabilidad de secuencias genéticas, que dijo no podían explicarse por la evolución, sino que requiere "la aborrecida necesidad de la divina actividad inteligente detrás de la naturaleza" y que "el mismo problema se esperaría que asaltara la relación entre el diseñador detrás de la naturaleza y la parte inteligentemente diseñada de la naturaleza conocida como el hombre". En un artículo de 1984, así como en su declaración jurada en Edwards contra Aguillard, Dean H. Kenyon defendió la ciencia de la creación al afirmar que "los sistemas biomoleculares requieren un diseño inteligente y conocimientos de ingeniería", citando a Wilder-Smith. El creacionista Richard B. Dicha usó la frase "diseño creativo" en Origins: Two Models: Evolution, Creation (Orígenes: Dos modelos: evolución, creación, 1976) y en Origins: Creation or Evolution (Orígenes: creación o evolución, 1988) escribió que "mientras los evolucionistas están tratando de encontrar maneras no inteligentes para se produzca la vida, el creacionista insiste en que un diseño inteligente debe haber estado allí en primer lugar". El primer uso sistemático del término, definido en un glosario y que sostenía ser distinto que el creacionismo, fue en Of Pandas and People (Sobre pandas y personas), coescrito por Davis y Kenyon.

#### Of Pandas and People

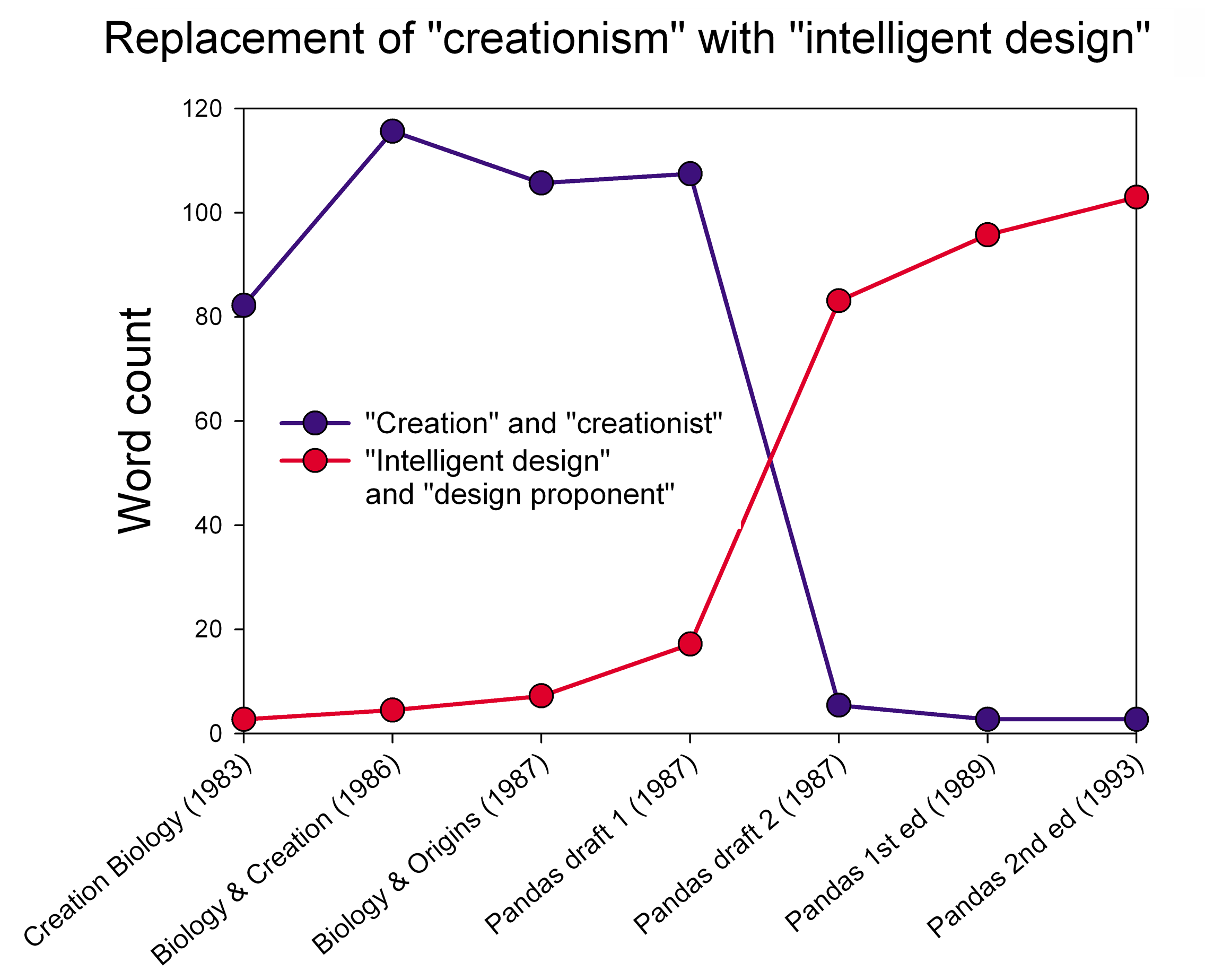
Uso del término "creacionismo" frente a "diseño inteligente" en la serie de borradores del libro Of Pandas and People.

El uso moderno más común de la palabra "diseño inteligente" como un término destinado a describir un campo de investigación comenzó después de que la Corte Suprema de Estados Unidos dictaminó en 1987 en el caso de Edwards contra Aguillard que el creacionismo es inconstitucional en el currículo de ciencias de las escuelas públicas.
Un informe del Discovery Institute dice que Charles B. Thaxton, editor de Pandas, había recogido la frase de una científico de la NASA y pensó "eso es justo lo que necesito, es un buen término de ingeniería". En los borradores del libro, más de cien usos de la palabra raíz "creación", como el "creacionismo" y "ciencia de la creación", se cambiaron, casi sin excepción, a "diseño inteligente", mientras que "creacionistas" fue cambiado a "defensores del diseño" o, en un caso, "cdefensores del diseñoistas" (cdesign proponentsists) [sic]. En junio de 1988, Thaxton dio una conferencia titulada "Fuentes de la información contenida en el ADN" en Tacoma, Washington, y en diciembre decidió usar la etiqueta "diseño inteligente" para su nuevo movimiento creacionista. Stephen C. Meyer asistió a la conferencia y más tarde recordó que en ella "surgió el término diseño inteligente...".
Of Pandas and People se publicó en 1989, y además de incluir todos los argumentos actuales del DI, fue el primer libro en hacer un uso sistemático de los términos "diseño inteligente" y "defensores del diseño", además de la frase "teoría del diseño", definir el término diseño inteligente en un glosario y describirlo como algo distinto al creacionismo. Por lo tanto, representa el inicio del movimiento del diseño inteligente moderno. "Diseño inteligente" fue el más prominente de cerca de una quincena de nuevos términos que introdujo como un nuevo léxico de terminología creacionista para oponerse a la evolución sin necesidad de utilizar un lenguaje religioso. Fue el primer lugar donde la frase "diseño inteligente" apareció en su uso primario actual, como afirmó su editor Jon A. Buell y declaró William A. Dembski en su informe de perito para Kitzmiller contra Distrito Escolar del Área de Dover.
El Centro Nacional para la Educación Científica (NCSE) ha criticado el libro por presentar todos los argumentos básicos de los defensores del diseño inteligente y promoverse activamente para su uso en las escuelas públicas antes de que ninguna investigación se hubiese hecho para apoyar estos argumentos. Aunque se presenta como un libro de texto científico, el filósofo de la ciencia Michael Ruse considera los contenidos "sin valor y deshonestos". Un abogado de la Unión Estadounidense por las Libertades Civiles describió como una herramienta política dirigida a estudiantes que no "saben ciencia o no entienden la controversia sobre la evolución y el creacionismo". Uno de los autores del marco científico utilizado por las escuelas de California, Kevin Padian, lo condenó por su "subtexto", "intolerancia a la ciencia honesta" e "incompetencia".

## Conceptos

### Complejidad irreducible

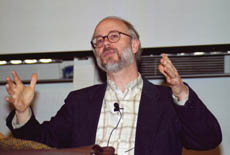
El concepto de complejidad irreducible fue popularizado por Michael Behe en su libro Darwin's Black Box (La caja negra de Darwin, 1996).

El término "complejidad irreducible" fue introducido por el bioquímico Michael Behe en su libro Darwin's Black Box (La caja negra de Darwin, 1996), aunque ya había descrito el concepto en sus contribuciones a la edición revisada de 1993 de Of Pandas and People. Behe lo define como "un único sistema que se compone de varias partes complementarias que interaccionan para contribuir a la función básica, en el que la eliminación de cualquiera de las partes hace que el sistema deje de funcionar eficazmente". En sus propias palabras:

"Los sistemas irreductiblemente complejos y estrechamente emparejados son enormes obstáculos para la evolución darwiniana porque no se pueden unir directamente mejorando una función dada en muchos pasos, como lo tendría el gradualismo darwiniano, donde la función funciona por el mismo mecanismo que la estructura completa. El único recurso posible para un gradualista es especular que un sistema irreductiblemente complejo podría haberse unido a través de una ruta indirecta (...) Sin embargo, cuanto más complejo es un sistema, más difícil resulta imaginar tales escenarios indirectos, y más ejemplos de complejidad irreducible que encontramos, los escenarios indirectos cada vez menos persuasivos se vuelven."
(Behe, 1998)

Behe usa la analogía de una ratonera para ilustrar este concepto. Una ratonera se compone de varias piezas que interaccionan -la base, la barra, el resorte y el percutor-, todo lo cual debe estar en su lugar para que la ratonera funcione. La eliminación de cualquier pieza destruye la función de la ratonera. Los defensores del diseño inteligente sostienen que la selección natural no podría crear sistemas irreductiblemente complejos, ya que la función de selección está presente solo cuando todas las partes se ensamblan. Behe sostiene que los mecanismos biológicos irreductiblemente complejos incluyen el flagelo bacteriano de E. coli, la cascada de coagulación de la sangre, los cilios y el adaptativo sistema inmune.
Los críticos señalan que el argumento de la complejidad irreducible asume que las partes necesarias de un sistema siempre han sido necesarias y, por tanto, no podrían haber sido añadidas secuencialmente. Argumentan que algo que al principio es solo ventajoso puede posteriormente ser necesario mientras cambian otros componentes. Además, argumentan, la evolución procede a menudo mediante la alteración de partes preexistentes o su retirada de un sistema, en lugar de su inclusión. Esto a veces es llamado la "objeción del andamio" por analogía con un andamio, que puede soportar una construcción de "complejidad irreducible" hasta que esté completa y capaz de sostenerse por sí misma. Behe ha reconocido el uso de "prosa descuidada" y que su "argumento contra el darwinismo no tiene sentido como prueba lógica". La complejidad irreducible ha seguido siendo un argumento popular entre los defensores del diseño inteligente; en el juicio de Dover, el tribunal sostuvo que "la afirmación del profesor Behe de complejidad irreducible ha sido refutada en los artículos de investigación revisados por pares y ha sido rechazada por la comunidad científica".

### Complejidad especificada
En 1986, Charles B. Thaxton, un químico físico y creacionista, utilizó el término "complejidad especificada" de la teoría de la información cuando afirmó que los mensajes transmitidos por el ADN en la célula fueron especificados mediante inteligencia y deben haberse originado por un agente inteligente. El concepto del diseño inteligente de la "complejidad específica" fue desarrollado en la década de 1990 por el matemático, filósofo y teólogo William A. Dembski. Su libro No Free Lunch presenta utiliza la teoría de la información y las matemáticas para mostrar que la vida es el resultado del diseño inteligente. Dembski declara que los organismos vivos contienen lo que él llama "información específica compleja" que "el mecanismo darwiniano es incapaz de producir".
Dembski afirma que cuando algo exhibe complejidad especificada (es decir, es al mismo tiempo complejo y "especificada"), se puede inferir que fue producido por una causa inteligente (es decir, que fue diseñado) en lugar de ser el resultado de procesos naturales. Proporciona los siguientes ejemplos: "Una sola letra del alfabeto es específica sin ser compleja. Una larga frase de letras al azar es compleja sin ser específica. Un soneto de Shakespeare es tanto complejo como especificado". Afirma que los detalles de los seres vivos pueden ser caracterizados de manera similar, especialmente los "patrones" de secuencias moleculares en las moléculas biológicas funcionales como el ADN.

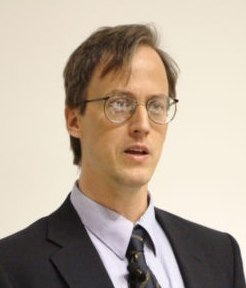
William A. Dembski propuso el concepto de complejidad específica.

Dembski define información específica compleja (IEC) como cualquier cosa con una probabilidad de ocurrencia menor a 1 en 10150 por casualidad (natural). Los críticos dicen que esto hace que el argumento sea una tautología: la información compleja especificada no puede ocurrir naturalmente porque Dembski así la ha definido, por lo que la verdadera pregunta pasa a ser si la IEC realmente existe o no en la naturaleza.
Stephen Meyer se ha encargado de adaptar la teoría de la información de Claude Shannon al contexto del diseño inteligente. Para ese propósito, Meyer ha establecido simetrías entre la información y el criterio de especificación de complejidad de Dembski. Meyer, describe el trabajo de Dembski de esta manera:

"Sabemos que la información, ya sea, digamos, en jeroglíficos o señales de radio, siempre surge de una fuente inteligente... Por lo tanto, el descubrimiento de información digital en el ADN proporciona fuertes bases para inferir que la inteligencia jugó un papel causal en su origen."
(Meyer 2006)

Los argumentos de complejidad irreducible de Behe han recibido la mayor parte de la publicidad que los argumentos más teóricos de Dembski que involucran la teoría de la información, ya que han sido más difíciles de entender para las personas.
La solidez conceptual de la complejidad especificada de Dembski/argumento IEC ha sido desacreditada en las comunidades científica y matemática. La complejidad especificada aún no ha demostrado tener amplias aplicaciones en otros campos, como afirma Dembski. John Wilkins y Wesley R. Elsberry caracterizan el "filtro explicativo" de Dembski como descartador porque elimina explicaciones secuencialmente: primero la regularidad, luego la casualidad, finalmente eligiendo el diseño por defecto. Argumentan que este procedimiento es defectuoso como un modelo para la inferencia científica debido a que la forma asimétrica en que trata a las diferentes explicaciones posibles lo hace propenso a hacer conclusiones falsas.
Richard Dawkins, otro crítico del diseño inteligente, argumenta en El espejismo de Dios (2006) que dejar que un diseñador inteligente explique la complejidad improbable solo pospone el problema, ya que tal diseñador tendría que ser al menos tan complejo. Otros científicos han argumentado que la evolución por selección es capaz de explicar mejor la complejidad observada, ya que es evidente con el uso de la evolución selectiva para diseñar ciertos sistemas electrónicos, aeronáuticos y de automotriz que se consideran problemas demasiado complejos para "diseñadores inteligentes" humanos.

### Universo afinado
Los defensores del diseño inteligente también han apelado ocasionalmente a argumentos teológicos más amplios fuera de la biología, más notablemente un argumento basado en el ajuste fino de las constantes universales que hacen posible la materia y la vida y que sostiene que no pueden atribuirse solo a la casualidad. Estas incluyen los valores de las constantes físicas fundamentales, la fuerza relativa de las fuerzas nucleares, el electromagnetismo y la gravedad entre partículas fundamentales, así como las proporciones de masas de estas partículas. Los defensores del diseño inteligente y el miembro del Center for Science and Culture Guillermo González sostienen que si alguno de estos valores fuera incluso ligeramente diferente, el universo sería dramáticamente diferente, lo que haría imposible que se formaran muchos elementos químicos y características del universo, como las galaxias. Por lo tanto, los defensores argumentan, se necesitaba un diseñador de vida inteligente para asegurar que las características requeridas estuvieran presentes para lograr ese resultado en particular.
Los científicos han respondido generalmente que estos argumentos son pobremente respaldados por la evidencia existente. Victor J. Stenger y otros críticos dicen que el diseño inteligente y la forma débil del principio antrópico son esencialmente una tautología; en su ver, estos argumentos equivalen a la afirmación que la vida es capaz de existir porque el universo es capaz de albergar vida. La afirmación de la improbabilidad de un universo que sustente la vida también ha sido criticado como un argumento de la falta de imaginación por suponer que no son posibles otras formas de vida. La vida como la conocemos no podría existir si las circunstancias fueran diferentes, pero un tipo diferente de vida podría existir en su lugar. Varios críticos también sugieren que muchas de dichas variables parecen estar interconectadas y los cálculos realizados por los matemáticos y los físicos sugieren que el surgimiento de un universo similar al nuestro es bastante probable.

### Diseñador inteligente
El contemporáneo movimiento del diseño inteligente formula sus argumentos en palabras seculares y evita intencionalmente identificar el (o los) agente inteligente que postulan. Aunque no dicen que Dios es el diseñador, el diseñador es a menudo hipotetizado implícitamente de haber intervenido de una manera que solo un dios podría intervenir. Dembski, en The Design Inference (La inferencia del diseño, 1998), especula que una cultura alienígena podría cumplir con estos requisitos. Of Pandas and People propone que el SETI ilustra un llamado al diseño inteligente en la ciencia. En 2000, el filósofo de ciencia Robert T. Pennock sugirió que la religión OVNI raeliana es un ejemplo de la vida real de una postura de diseñador inteligente extraterrestre que "hace muchos de los mismos malos argumentos en contra de la teoría evolutiva que los creacionistas". La descripción acreditada del diseño inteligente, sin embargo, establece expresamente que el universo muestra características de haber sido diseñado. Reconociendo la paradoja, Dembski concluye que "ningún agente inteligente que es estrictamente físico podría haber presidido el origen del universo o el origen de la vida". Los principales defensores han declarado a sus partidarios que ellos creen que el diseñador es el Dios cristiano, con exclusión de todas las demás religiones.
Más allá del debate sobre si el diseño inteligente es científico, varios críticos argumentan que la evidencia existente hace parecer poco probable la hipótesis del diseño, con independencia de su estatus en el mundo de la ciencia. Por ejemplo, Jerry Coyne pregunta por qué un diseñador "nos daría una vía para hacer vitamina C, pero luego la destruye mediante la desactivación de una de sus enzimas" (véase pseudogen) y por qué un diseñador no "abastecería las islas oceánicas con reptiles, mamíferos, anfibios y peces de agua dulce, a pesar de la idoneidad de tales islas para estas especies". Coyne también señala el hecho de que "la flora y la fauna en estas las islas se parecen a aquellas de la tierra firme más cercana, incluso cuando los ambientes son muy diferentes" como evidencia de que las especies no fueron puestas allí por un diseñador. Anteriormente, en Darwin's Black Box, Behe había argumentado que simplemente somos incapaces de comprender los motivos del diseñador, por lo que este tipo de preguntas no pueden ser respondidas definitivamente. Diseños raros podrían, por ejemplo, "... haber sido colocado allí por el diseñador por una razón –por razones artísticas, por variedad, para resaltar, por algún propósito práctico aún inadvertido– o puede que no". Coyne responde que a la luz de la evidencia "ya sea la vida no es resultado de un diseño inteligente, sino de la evolución; o el diseñador inteligente es un bromista cósmico que diseñó todo para que se vea como si hubiera evolucionado".
Defensores del diseño inteligente como Paul Nelson evitan el problema de mal diseño en la naturaleza al insistir en que simplemente no hemos logrado comprender la perfección del diseño. Behe cita Paley como su inspiración, pero se diferencia de la expectativa de Paley de una creación perfecta y propone que los diseñadores no producen necesariamente el mejor diseño posible. Behe sugiere que, como un padre que no quiere malcriar a un niño con juguetes extravagantes, el diseñador puede tener múltiples motivos para no dar prioridad a la excelencia de ingeniería. Dice que "Otro problema con el argumento de la imperfección es que depende críticamente de un psicoanálisis del diseñador no identificado. Sin embargo, las razones por las que un diseñador haría o no haría algo son virtualmente imposibles de saber a menos que el diseñador te cuente específicamente cuáles son esas razones". Esta dependencia de motivos inexplicables del diseñador hace que el diseño inteligente sea científicamente inverificable. El profesor de derecho retirado de UC Berkeley, autor y defensor del diseño inteligente Phillip E. Johnson propone una definición esencial que el diseñador crea con un propósito y da el ejemplo de que en su opinión el sida fue creado para castigar la inmoralidad y no es causado por el VIH, pero tales motivos no se pueda poner a prueba por métodos científicos.
Aseverar la necesidad de un diseñador de complejidad además plantea la pregunta "¿Qué diseñó al diseñador?" Los defensores del diseño inteligente dicen que la pregunta es irrelevante o fuera del ámbito del diseño inteligente. Richard Wein responde que "... las explicaciones científicas a menudo crean nuevas preguntas sin respuesta". Pero, al evaluar el valor de una explicación, estas preguntas no son irrelevantes. Estas deben ser equilibradas con las mejoras en nuestra comprensión que la explicación ofrece. Invocar un ser inexplicable para explicar el origen de otros seres (nosotros) es poco más que una petición de principio. La nueva pregunta planteada por la explicación es tan problemática como la pregunta que la explicación pretende responder". Richard Dawkins ve la afirmación que el diseñador no necesita ser explicado como un cliché del pensamiento de terminación. En ausencia de evidencia observable y medible, la propia pregunta "¿Qué diseñó al diseñador?" conduce a una regresión infinita de la que los defensores del diseño inteligente solo pueden escapar recurriendo al creacionismo religioso o la contradicción lógica.

## Movimiento

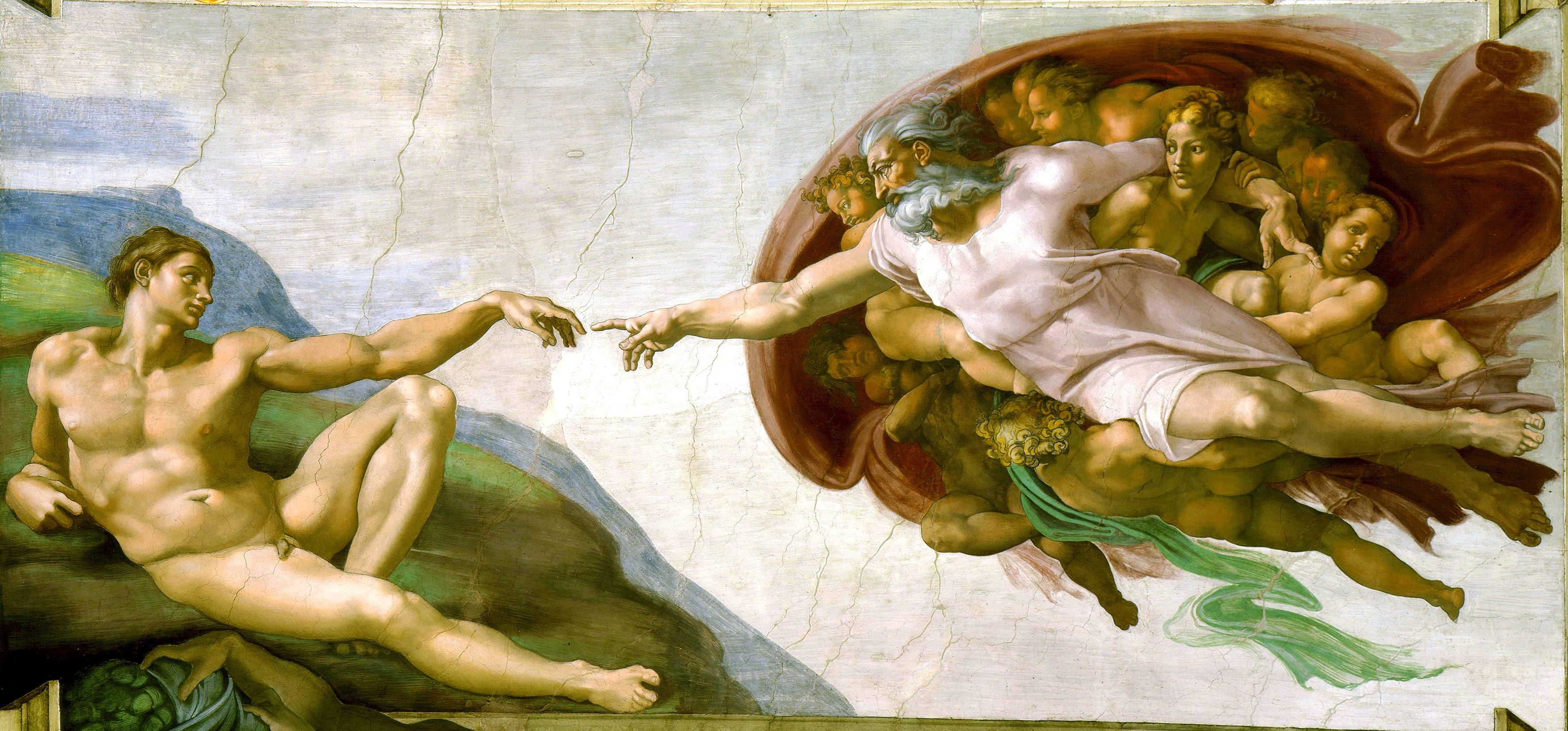
El Centro para la Renovación de la Ciencia y la Cultura del Discovery Institute usó carteles basados en La creación de Adán de la Capilla Sixtina. Más tarde usó una imagen menos religiosa, entonces fue renombrado Centro para la Ciencia y la Cultura.

El movimiento del diseño inteligente es un fruto directo del creacionismo de la década de 1980. Las comunidades científicas y académicas, junto el tribunal federal de Estados Unidos, ven al diseño inteligente ya sea como una forma de creacionismo o como un descendiente directo que está estrechamente entrelazada con el creacionismo tradicional; y varios autores se refieren explícitamente a él como "creacionismo de diseño inteligente".
El movimiento tiene su sede en el Center for Science and Culture (Centro para la Ciencia y la Cultura), fundada en 1996 como el brazo creacionista del Discovery Institute para promover una agenda religiosa que exigiera grandes cambios sociales, académicos y políticos. Las campañas de diseño inteligente del Discovery Institute se han organizado principalmente en los Estados Unidos, aunque se han hecho esfuerzos en otros países para promover el DI. Los líderes del movimiento dicen que el DI expone las limitaciones de la ortodoxia científica y la filosofía secular del naturalismo. Sostienen que la ciencia no debe limitarse al naturalismo y no debería exigir la adopción de una filosofía naturalista que rechaza de antemano cualquier explicación que incluya a una causa sobrenatural. El objetivo general del movimiento es "revertir el dominio sofocante de la cosmovisión materialista" representada por la teoría de la evolución a favor de "una ciencia en consonancia con las convicciones cristianas y teístas".
Phillip E. Johnson declaró que el objetivo del diseño inteligente es moldear al creacionismo como un concepto científico. Todos los defensores principales del DI son miembros o personal del Discovery Institute y su Center for Science and Culture. Casi todos los conceptos del DI y el movimiento asociado son productos del Instituto Discovery, que guía el movimiento y sigue su estrategia de la cuña mientras realizaba su campaña Teach the Controversy (Enseñen la controversia) y sus otros programas relacionados.
Los defensores principales han hecho declaraciones contradictorias con respecto al DI. En declaraciones dirigidas al público general, dicen que el diseño inteligente no es religioso; cuando se dirigirsen a partidarios conservadores cristianos, afirman que el DI tiene su fundamento en la Biblia. Reconociendo la necesidad de apoyo, el Discovery Institute afirma su orientación cristiana y evangelista:

Junto con un enfoque en los formadores de opinión influyentes, también tratamos de construir una base popular de apoyo entre nuestro electorado natural, a saber, los cristianos. Haremos esto principalmente a través de seminarios apologéticos. Tenemos la intención que estos animen y equipen a los creyentes con nuevas evidencias científicas que apoyen la fe, además de "popularizar" nuestras ideas en la cultura en general.

Barbara Forrest, una experta que ha escrito extensamente sobre el movimiento, describe esto como debido al ofuscamiento de su agenda como una cuestión de política del Discovery Institute. Ha escrito que las "actividades [del movimiento] delatan una agenda agresiva y sistemática para promover no solo el creacionismo de diseño inteligente, sino también la cosmovisión religiosa que subyace al mismo".

### Religión y principales defensores
Aunque los argumentos a favor del diseño inteligente por el movimiento se formulan en términos seculares y evitan intencionalmente proponer la identidad del diseñador, la mayoría de los principales defensores del DI son cristianos religiosos declarados que han sostenido que, en su opinión, el diseñador propuesto en el DI es la concepción cristiana de Dios. Stuart Burgess, Phillip E. Johnson, William A. Dembski y Stephen C. Meyer son protestantes evangélicos; Michael Behe es católico y Jonathan Wells es miembro de la Iglesia de la Unificación. Entre los defensores no cristianos se encuentran David Klinghoffer, quien es judío; los agnósticos Michael Denton y David Berlinski; y Muzaffar Iqbal, un musulmán paquistaní-canadiense. Phillip E. Johnson ha sostenido que cultivar la ambigüedad, mediante el empleo de lenguaje secular en los argumentos que son esculpidos cuidadosamente para evitar connotaciones de creacionismo teísta, es un necesario primer paso para reintroducir en última instancia el concepto cristiano de Dios como el diseñador. Johnson pide explícitamente a los defensores del DI que ofusquen sus motivaciones religiosas de esta forma a la vez que eviten que el diseño inteligente sea identificado "como tan solo otra forma de empaquetar el mensaje evangélico cristiano". Johnson enfatiza que "... la primera cosa hay que hacer es sacar la Biblia de la discusión ... Esto no quiere decir que los temas bíblicos no son importantes; el punto es más bien que el tiempo para abordarlos será después que hayamos separado el prejuicio materialista de la realidad científica".
La estrategia de deliberadamente disfrazar la intención religiosa del diseño inteligente ha sido descrita por William A. Dembski en The Design Inference (La inferencia de diseño). En esta obra, Dembski enumera un dios o una "fuerza vital extraterrestre" como dos posibles opciones para la identidad del diseñador; sin embargo, en su libro Intelligent Design: The Bridge Between Science and Theology (Diseño Inteligente: El puente entre la ciencia y la teología, 1999), Dembski afirma:

Cristo es indispensable para cualquier teoría científica, incluso si sus practicantes no tienen ni idea acerca de él. La práctica de una teoría científica puede, sin duda, ejercerse sin recurrir a Cristo. Pero la solidez conceptual de la teoría al final solo puede encontrarse en Cristo.

Dembski también afirmó: "El DI es parte de la revelación general de Dios [...] No solo el diseño inteligente nos libra de esta ideología [materialismo], que ahoga el espíritu humano, sino también, en mi experiencia personal, he encontrado que abre el camino para que la gente venga a Cristo". Tanto Johnson como Dembski citan el Evangelio de Juan de la Biblia como el fundamento del diseño inteligente.
Barbara Forrest argumenta que tales declaraciones revelan que los defensores principales ven al diseño inteligente como esencialmente de naturaleza religiosa, y no meramente un concepto científico que tiene implicaciones con las que sus creencias religiosas personales coinciden por casualidad. Escribe que están estrechamente aliados con el movimiento del reconstruccionismo cristiano ultraconservador. Enumera las conexiones de (anterior y actual) de los miembros del Discovery Institute Phillip E. Johnson, Charles B. Thaxton, Michael Behe, Richard Weikart, Jonathan Wells y Francis J. Beckwith a las principales organizaciones reconstruccionistas cristianas, y el alcance de la financiación proporcionada al Instituto por Howard Ahmanson, Jr., una figura destacada en el movimiento reconstruccionista.

### Reacción de los otros grupos creacionistas
No todas las organizaciones creacionistas han abrazado el movimiento del diseño inteligente. De acuerdo con Thomas Dixon, "Los líderes religiosos también se han pronunciado en contra del DI". Una carta abierta que afirmaba la compatibilidad de la fe cristiana y la enseñanza de la evolución, originalmente escrita en respuesta a las controversias en Wisconsin en 2004, ahora ha sido firmada por más de diez mil clérigos de diferentes denominaciones cristianas en todo Estados Unidos. En 2006, el director del Observatorio Vaticano, el astrónomo jesuita George Coyne, condenó el DI como una especie de 'creacionismo crudo" que reduce a Dios a un simple ingeniero". Hugh Ross de Reasons to Believe (Razones para creer), un defensor del creacionismo de la Vieja Tierra, cree que los esfuerzos de los defensores del DI para divorciar el concepto del cristianismo bíblico hacen su hipótesis demasiado vaga. En 2002, escribió: "Ganar el argumento del diseño sin identificar al diseñador produce, a lo sumo, un modelo de orígenes incompleto. Tal modelo hace poco o ningún impacto positivo en la comunidad de científicos y otros académicos [...] ...es el tiempo adecuado para un enfoque directo, un solo salto a la lucha de orígenes. La introducción de un modelo de creación basado en la Biblia y científicamente verificable representa tal salto".
Del mismo modo, dos de los más prominentes organizaciones del creacionismo de la Tierra joven del mundo han tratado de distinguir sus opiniones de las del movimiento del diseño inteligente. Henry M. Morris del Institute for Creation Research (ICR, Instituto para la Investigación de la Creación), escribió en 1999 que el DI "¡incluso si bienintencionado y articulado con eficacia, no funcionará! Se ha intentado a menudo en el pasado y ha fracasado, y fallará en la actualidad. La razón de que no va a funcionar es porque no es el método bíblico". Según Morris: "La evidencia del diseño inteligente ... debe ser seguido por o acompañado de una sólida presentación de auténtico creacionismo bíblico si ha de ser significativo y duradero". En 2002, Carl Wieland, entonces de Answers in Genesis (AiG, Respuestas en Génesis), criticó a los defensores del diseño que, aunque bienintencionados, "dejaron a la Biblia fuera de él'" y por lo tanto inconscientemente fueron cómplices del rechazo moderno de la Biblia. Wieland explicó que "La principal 'estrategia' de AIG es, de forma audaz pero humilde, llamar a la iglesia de vuelta a sus fundamentos bíblicos ... [así que] no nos consideramos parte de este movimiento ni luchamos contra él".

### Reacción de la comunidad científica
El consenso en la comunidad científica es que el diseño inteligente no es ciencia y no tiene cabida en un plan de estudios de ciencias. La Academia Nacional de Ciencias de EE. UU. ha declarado que "el creacionismo, diseño inteligente y otras afirmaciones de intervención sobrenatural en el origen de la vida o de las especies no son ciencia, porque no se pueden verificar por los métodos de la ciencia". La Asociación de Maestros Nacional de Ciencias de los Estados Unidos y la Asociación Estadounidense para el Avance de la Ciencia lo han denominado pseudociencia. Otros en la comunidad científica han denunciado sus tácticas, acusado al movimiento de DI de fabricar falsos ataques contra la evolución, desinformar, tergiversar la ciencia y marginar a quienes la enseñan. Más recientemente, en septiembre de 2012, Bill Nye advirtió que las opiniones creacionistas amenazan la educación científica y la innovación en los Estados Unidos.
En 2001, el Discovery Institute publicó anuncios bajo el título A Scientific Dissent From Darwinism (Un disenso científico del darwinismo), con la aseveración de los científicos enumerados habían firmado esta declaración expresando su escepticismo:

Somos escépticos de las declaraciones sobre la capacidad de mutación azarosa y la selección natural para explicar la complejidad de la vida. Debe fomentarse un examen cuidadoso de la evidencia para la teoría darwiniana.

La ambigua declaración no excluye otros mecanismos evolutivos conocidos y la mayoría de los firmantes no eran científicos en los ámbitos pertinentes, pero a partir de 2004 el Instituto declaró que el creciente número de firmas indicaba crecientes dudas acerca de la evolución entre los científicos. La declaración formó un componente clave de las campañas del Discovery Institute para presentar el diseño inteligente como científicamente válida al afirmar que la evolución carece de un amplio apoyo científico. y los miembros del Instituto continuaron citando la lista hasta al menos 2011. Como parte de una estrategia para contrarrestar estas declaraciones, científicos organizaron el Proyecto Steve que reunió más firmantes llamados Steve (o variantes) que la petición del Instituto y una contrapetición, A Scientific Support for Darwinism (Un apoyo científico al darwinismo), que rápidamente obtuvo similar número de firmas.

### Encuestas
Varias encuestas se llevaron a cabo antes de la decisión de diciembre de 2005 en el Distrito Escolar Kitzmiller contra Dover que buscaron determinar el nivel de apoyo para el diseño inteligente entre ciertos grupos. De acuerdo con una encuesta Harris de 2005, el 10 % de los adultos en los Estados Unidos consideran a los seres humanos como "tan complejos que requieren una fuerza poderosa o ser inteligente para ayudar a crearlos". A pesar de que las encuestas Zogby comisionadas por el Discovery Institute muestran un apoyo mayor, estas encuestas adolecen de defectos considerables, como tener una tasa de respuesta muy baja (248 de 16 000), llevarse a cabo en nombre de una organización con un interés manifiesto en el resultado de la encuesta y contener preguntas capciosas.
Una serie de encuestas de Gallup en Estados Unidos desde 1982 hasta 2008 sobre "Evolución, creacionismo, diseño inteligente" ha encontrado un apoyo para "Los seres humanos se han desarrollado a lo largo de millones de años a partir de formas de vida menos avanzadas, pero Dios guio el proceso" de entre 35 y el 40 %, mientras que "Dios creó a los seres humanos en prácticamente su forma actual en una vez en los últimos 10 000 años más o menos" varió de 43 a 47 % y "Los seres humanos se han desarrollado a lo largo de millones de años a partir de formas de vida menos avanzadas, pero Dios no tuvo ningún papel en el proceso" cambió de 9 a 14 %. Las encuestas también escucharon las respuestas a una serie de preguntas más detalladas.

### Denuncias de discriminación contra los defensores del DI
Ha habido acusaciones de que los defensores del DI han enfrentado discriminación, como la denegación de puestos o ser duramente criticados en Internet. En la película documental Expelled: No Intelligence Allowed (Expulsado: No se permite la inteligencia, 2008) el conductor Ben Stein presenta cinco supuestos casos. La película sostiene que las altas esferas de la ciencia dominante, en una "conspiración científica para mantener a Dios fuera de los laboratorios y aulas de la nación", reprime a los académicos que creen que ven evidencia de diseño inteligente en la naturaleza o critican la evidencia de la evolución. La investigación sobre estas denuncias resultó en explicaciones alternativas para la persecución percibida.
La película retrata el diseño inteligente como motivado por la ciencia, en lugar de la religión, aunque no da una definición detallada de la frase o intenta explicarlo en un nivel científico. Aparte de abordar brevemente los temas de la complejidad irreducible, Expelled lo examina como un asunto político. La teoría científica de la evolución es retratada por la película como una contribución al fascismo, el Holocausto, el comunismo, el ateísmo y la eugenesia.
Se ha utilizado Expelled en proyecciones privadas a los legisladores como parte de la campaña de DI del Discovery Institute para Academic Freedom bills. Proyecciones para la crítica fueron restringidas a las iglesias y grupos cristianos, y en una proyección especial de prelanzamiento, a uno de los entrevistados, PZ Myers, se le negó la admisión. La Asociación Estadounidense para el Avance de la Ciencia describe la película como propaganda deshonesta y divisiva cuyo objetivo es introducir ideas religiosas en las clases de ciencias de las escuelas públicas y la Liga Anti-Difamación ha denunciado la acusación de la película que la teoría evolutiva influyó en el Holocausto. La película incluye entrevistas con científicos y académicos que fueron engañados para que participaran mediante la tergiversación del tema y el título de la película. El escéptico Michael Shermer describe su experiencia de ser interrogado repetidamente sobre la misma pregunta sin contexto como "surrealista".

## Críticas

### Crítica científica
Los defensores del DI buscan mantener a Dios y la Biblia fuera de la discusión y presentan el diseño inteligente en el lenguaje de la ciencia, como si fuese una hipótesis científica. Para que una teoría califique como científica, se requiere que sea:
- Coherente
- Parsimoniosa: parco en sus entidades o explicaciones propuestas (véase la navaja de Occam).
- Útil: describe y explica los fenómenos observados y se puede utilizar de una manera predictiva.
- Empíricamente verificable y falsable: potencialmente confirmable o refutable por la experimentación o la observación.
- Basada en observaciones múltiples: a menudo en forma de experimentos controlados y repetidos.
- Corregible y dinámica: modificada a la luz de las observaciones que no la soportan.
- Progresiva: refina teorías anteriores.
- Provisional o tentativa: está abierta a la verificación experimental y no afirma certeza.

Para que cualquier teoría, hipótesis o conjetura sea considerada científica, debe cumplir con la mayoría de, e idealmente todos, estos criterios. Cuantos menos criterios cumpla, menos científica es; y si solo cumple con unos pocos o ninguno en absoluto, entonces no puede tratarse como científica en ningún sentido significativo de la palabra. Las objeciones típicas al definir el diseño inteligente como ciencia son que carece de coherencia, viola el principio de parsimonia, no es científicamente útil, no es falsable, no se puede verificar empíricamente y no es corregible, dinámica, progresiva ni provisional.
Los defensores del DI buscan cambiar esta base fundamental de la ciencia mediante la eliminación del "naturalismo metodológico" de la ciencia y su sustitución por lo que el líder del movimiento del diseño inteligente, Phillip E. Johnson, llama "realismo teísta". Sostienen que las explicaciones naturalistas no logran explicar ciertos fenómenos y que las explicaciones sobrenaturales proporcionan una explicación muy sencilla e intuitiva para los orígenes de la vida y del universo. Muchos seguidores del DI creen que el "cientificismo" es en sí mismo una religión que promueve el laicismo y el materialismo en un intento de eliminar el teísmo de la vida pública, y ven su trabajo en la promoción del diseño inteligente como una manera de devolver la religión a un papel central en la educación y otras esferas públicas.
El fracaso de seguir los procedimientos de la discusión científica y presentar trabajos a la comunidad científica que resistan el escrutinio ha pesado contra la aceptación del diseño inteligente como ciencia válida. El movimiento del diseño inteligente no ha publicado un artículo correctamente revisado por pares en apoyo del ID en una revista científica y ha fallado en publicar investigación o información revisadas por pares. El único artículo publicado en una revista científica revisada por pares que argumentó a favor del diseño inteligente fue retirado rápidamente por el editor por haber eludido las normas de revisión por pares de la revista. El Discovery Institute dice que varios artículos de DI han sido publicados en revistas revisadas por pares, pero los críticos, en su gran mayoría miembros de la comunidad científica, rechazan esta afirmación y declaran que los defensores del diseño inteligente han fundado sus propias revistas con revisión por pares que carecen de imparcialidad y rigor, compuestas enteramente de partidarios del diseño inteligente.
Crítica adicional proviene del hecho de que la frase "diseño inteligente" hace uso de un supuesto de la cualidad de una inteligencia observable, un concepto que no tiene definición con consenso científico. Los defensores del DI suponen que las características de la inteligencia son observables sin especificar cuáles deberían ser los criterios para la medición de la inteligencia. Los críticos dicen que los métodos de detección de diseño propuestos por los defensores del DI son radicalmente diferentes de la detección de diseño convencional, socavando los elementos clave que la harían posible como ciencia legítima. Los defensores del diseño inteligente, dicen, están proponiendo tanto la búsqueda de un diseñador sin saber nada acerca de las habilidades, parámetros o intenciones (que los científicos sí saben en la búsqueda de los resultados de la inteligencia humana) de ese diseñador, como la negación de la propia distinción entre el diseño natural/artificial que permite a los científicos comparar complejos artefactos diseñados con el contexto de las clases de complejidad encontradas en la naturaleza.
Los ejemplos de Behe de sistemas irreducibles han sido criticados dando explicaciones de sus apariciones. Francis Collins, líder del "Proyecto Genoma Humano", ha argumentado que la duplicación de genes puede explicar el sistema de coagulación. Kenneth Miller mostró que los flagelos bacterianos es una variación de un sistema cuya función principal no está asociada con el desplazamiento a través del espacio, sino más bien atacar y realizar la desintoxicación celular.
Los argumentos de William Dembski sobre la teoría de la información han recibido una serie de críticas extensas. Estas van desde ciertos matices a objeciones más serias. Entre ellas se encuentran que: la información digital no es más que la información genética habitual que codifica las características de la vida que conducen a una alta aptitud, resultado de la selección natural; ningún científico ha propuesto que cualquier objeto complejo evolucionó de manera espontáneamente y aleatoria; la ley de conservación de información no se aplica a la selección natural en una población; la ley No Free Lunch no es relevante para la evolución de los genomas; las mutaciones no son letales al instante; no hay evidencia empírica y no tomó en consideró la selección artificial.
Entre una proporción significativa de la población general en los Estados Unidos, la preocupación principal es si la biología evolutiva convencional es compatible con la creencia en Dios y en la Biblia y cómo este tema se enseña en las escuelas. La campaña Teach the Controversy del Discovery Institute promueve el DI a la vez que trata de desacreditar la evolución en las asignaturas de ciencias de las escuelas de secundaria públicas de Estados Unidos. La comunidad científica y organizaciones de educación científica han respondido que no hay controversia científica sobre la validez de la evolución y que la controversia existe únicamente desde el punto de vista de la religión y la política.

### Crítica de creyentes en Dios
Del mismo modo, la postura del diseño inteligente ha sido criticada por posturas de creyentes, que a pesar de creer en Dios, no consideran la evolución como una teoría equivocada, y tratan de establecer una unión o acercamiento entre la creencia en un Dios y las leyes científicas. Entre estas posturas que conforman el creacionismo evolutivo, destaca la postura de la Evolución teísta.

### Argumentos de la ignorancia
Eugenie C. Scott , junto con Glenn Rama y otros críticos, ha argumentado que muchas cuestiones planteadas por los defensores del diseño inteligente son argumentos de la ignorancia. En el argumento de la ignorancia, se argumenta erróneamente que falta de evidencia para una postura constituye una prueba de la veracidad de otra postura. Scott y Rama dicen que el DI es un argumento de la ignorancia porque depende de una falta de conocimiento para su conclusión: en ausencia de una explicación natural para ciertos aspectos específicos de la evolución, asumimos un origen inteligente. Arguyen que la mayoría de los científicos responderán que aquello sin explicación no es inexplicable y que "no lo sabemos aún" es una respuesta más apropiada que invocar una causa fuera de la ciencia. En particular, las demandas de Michael Behe por explicaciones cada vez más detalladas de la evolución histórica de sistemas moleculares parecen suponer una falsa dicotomía, donde la evolución o el diseño es la explicación correcta y que cualquier percepción de fracaso de la evolución se convierte en una victoria para el diseño. Scott y Rama afirman también que las supuestamente novedosas contribuciones propuestas por los defensores del diseño inteligente no han servido de fundamento para ninguna investigación científica productiva.
En su conclusión para el juicio Kitzmiller, el juez John E. Jones III escribió que "en el fondo el DI está basado en una falsa dicotomía, a saber, que en la medida que la teoría de la evolución sea desacreditada, se confirma el DI". Este mismo argumento se había presentado para apoyar la ciencia de la creación en el caso McLean contra Arkansas (1982), encontró que la falsa premisa de un "enfoque de dos modelos" era "dualismo forzado". El argumento de Behe de complejidad irreducible presenta argumentos negativos en contra de la evolución, pero no presenta ningún argumento científico positivo para el diseño inteligente. No permite que las explicaciones científicas continúen descubriéndose, como ha sido el caso en varios ejemplos anteriormente presentados como supuestos casos de complejidad irreducible.

### Posibles implicaciones teológicas
Los defensores del diseño inteligente suelen insistir en que sus afirmaciones no requieren un componente religioso. Sin embargo, naturalmente surgen varias cuestiones filosóficas y teológicas a partir de las afirmaciones del DI.
Los defensores del diseño inteligente intentan demostrar científicamente que características como la complejidad irreducible y la complejidad especificada no surgen a través de procesos naturales, y por lo tanto requieren repetidas intervenciones milagrosas directas por un Diseñador (a menudo un concepto cristiano de Dios). Rechazan la posibilidad de un diseñador que trabaja simplemente mediante la puesta en marcha de leyes naturales en el comienzo, a diferencia de la evolución teísta (a la que incluso Charles Darwin estaba abierto). El diseño inteligente es distinto porque asevera repetidas intervenciones milagrosas además de leyes diseñadas. Esto contrasta con otras principales tradiciones religiosas de un mundo creado en el que las interacciones e influencias de Dios no actúan de la misma manera que las causas físicas. La tradición católica hace una cuidadosa distinción entre explicaciones metafísicas últimas y causas naturales secundarias.
El concepto de intervención milagrosa directa plantea otras implicaciones teológicas potenciales. Si tal Diseñador no interviene para aliviar el sufrimiento, aunque capaz de intervenir por otras razones, algunos deducen que el diseñador no es omnibenevolente (véase el problema del mal y teodiceas relacionadas).
Además, las repetidas intervenciones implican que el diseño original no era perfecto y definitivo, y por lo tanto constituye un problema para quienquiera que crea que la obra del Creador ha sido perfecta y definitiva. Los defensores del diseño inteligente tratan de explicar el problema del mal diseño en la naturaleza al insistir en que simplemente no hemos logrado comprender la perfección del diseño (por ejemplo, proponiendo que los órganos vestigiales tienen propósitos desconocidos), o proponiendo que los diseñadores no producen necesariamente el mejor diseño que pueden y pueden tener motivos desconocidos para sus acciones.

### Dios de los vacíos
El diseño inteligente también se ha descrito como un argumento del Dios de los vacíos, que tiene la siguiente forma:
- Hay un vacío en el conocimiento científico.
- La brecha se llena con actos de Dios (o diseñador inteligente) y, por tanto, demuestra la existencia de Dios (o diseñador inteligente).[147]

Un argumento del Dios de los vacíos es la versión teológica del argumento de la ignorancia. Una característica clave de este tipo de argumento es que se limita a responder las preguntas pendientes con explicaciones (a menudo sobrenaturales) que no son verificables y en última instancia son en ellas mismas objeto de preguntas incontestables. Los historiadores de la ciencia observan que la astronomía de las primeras civilizaciones, aunque sorprendente e incorporaba construcciones matemáticas muy por encima de cualquier valor práctico, resultaron mal dirigidas y de poca importancia para el desarrollo de la ciencia porque no lograron investigar más cuidadosamente los mecanismos que conducen los cuerpos celestes a través del cielo. Fue la civilización griega la primera ciencia práctica, aunque aún no una ciencia experimental orientada matemáticamente, pero no obstante un intento de racionalizar el mundo de la experiencia natural sin recurrir a la intervención divina. En esta definición motivada históricamente de la ciencia cualquier apelación a un creador inteligente es explícitamente excluida por el efecto paralizante que puede tener sobre el progreso científico.

## Situación en Estados Unidos

### Juicio Kitzmiller
Distrito Escolar del Área de Kitzmiller contra Dover fue el primer cuestionamiento directo llevada a los tribunales federales de Estados Unidos contra un distrito escolar público que exigió la presentación del diseño inteligente como una alternativa a la evolución. Los demandantes argumentaron con éxito que el diseño inteligente es una forma de creacionismo y que la política del consejo escolar por lo tanto violó la Cláusula de Establecimiento de la Primera Enmienda a la Constitución de Estados Unidos.
Once padres de estudiantes en Dover, Pennsylvania, demandaron al Distrito Escolar del Área de Dover debido a una exposición que la junta escolar exigía que fuese leída en voz alta en las clases de ciencias de noveno grado cuando se enseña la evolución. Los demandantes fueron representados por la Unión Estadounidense por las Libertades Civiles (ACLU), Estadounidenses Unidos por la Separación de Iglesia y Estado (UA) y Pepper Hamilton LLP. El Centro Nacional para la Educación Científica actuó como consultores de los demandantes. Los demandados fueron representados por el Thomas More Law Center. La demanda fue procesada en un juicio sin jurado durante 26 septiembre-4 de noviembre de 2005 ante el juez John E. Jones III. Kenneth R. Miller, Kevin Padian, Brian Altera, Robert T. Pennock, Barbara Forrest y John F. Haught fungieron como peritos de los demandantes; mientras que Michael Behe, Steve Fuller y Scott Minnich lo fueron para la defensa.
El 20 de diciembre de 2005, el juez Jones emitió su decisión sobre la cuestión de hecho y conclusiones de 139 páginas, dictaminando que "el DI (diseño inteligente) es nada menos que la progenie del creacionismo [...] una visión religiosa, un mero re-etiquetado del creacionismo y no una teoría científica" y concluyó declarando como "inconstitucional enseñar DI como una alternativa a la evolución en un aula de ciencias de una escuela pública" del Distrito Central de Pensilvania. Los ocho miembros del consejo escolar de Dover que votaron por el requisito del diseño inteligente fueron vencidos en la elección de 8 de noviembre de 2005 por rivales que se opusieron a la enseñanza del diseño inteligente en una clase de ciencia, y el actual presidente del consejo escolar indicó que este no tenía la intención de apelar la sentencia.
En su decisión sobre la cuestión de hecho, el juez Jones hizo la siguiente condena de la estrategia Teach the Controversy:

... Es más, los partidarios del DI han tratado de evitar el escrutinio científico que ahora hemos determinado que no puede resistir al defender que la controversia, pero no el propio DI, debe enseñarse en las clases de ciencias. Esta táctica es en el mejor caso insincero, y en el peor un bulo. El objetivo del movimiento del diseño inteligente no es fomentar el pensamiento crítico, sino instigar una revolución que suplantase la teoría evolutiva con el DI.

### Reacción
El propio juez Jones previó que su fallo sería criticado, diciendo en su decisión que:

...Aquellos que no están de acuerdo con nuestro fallo probablemente la calificaran como el producto de un juez activista. De ser así, habrán errado, ya que evidentemente esta no es una corte activista.

Por el contrario, este caso llegó a nosotros como el resultado del activismo de una facción desinformada de un consejo escolar, con la ayuda de un bufete de abogados de interés público nacional ansioso por encontrar un caso que siente precedente constitucional sobre el DI, quienes en combinación condujeron a la junta a adoptar una política imprudente y en el fondo inconstitucional. La impresionante necedad de la decisión de la Junta es evidente cuando se considera en el contexto de hechos que ahora se han revelado plenamente a través de este juicio. Los estudiantes, padres y maestros del Distrito Escolar del Área de Dover merecían algo mejor que ser arrastrados a esta vorágine legal, con su resultante pérdida absoluta de recursos monetarios y personales. ...

Como Jones había predicho, John G. West , director asociado del Centro para la Ciencia y la Cultura, dijo:

El fallo de Dover es un intento por parte de un juez federal activista para detener la difusión de una idea científica e incluso evitar la crítica de la evolución darwiniana a través de la censura impuesta por el gobierno en lugar de un debate abierto, y no va a funcionar. Él ha fusionado la postura del Instituto Discovery con la de la junta escolar de Dover, y malinterpreta totalmente el diseño inteligente y las motivaciones de los científicos que la investigan.

La prensa notó con interés que el juez es "un republicano y un feligr̟és".
Posteriormente, la decisión ha sido examinada en busca de defectos y conclusiones, en parte por partidarios del diseño inteligente con el objetivo de evitar futuras derrotas en tribunales. En el invierno de 2007, el Montana Law Review publicó tres artículos. En el primero David K. DeWolf, John G. West y Casey Luskin, todos del Discovery Institute, afirmaron que el diseño inteligente es una teoría científica válida, la corte de Jones no debió haber abordado la cuestión de si se trataba de una teoría científica y que la decisión Kitzmiller no tendrá ningún efecto en absoluto en el desarrollo y la adopción del diseño inteligente como una alternativa a la teoría evolutiva estándar. En el segundo Peter H. Irons respondió, sosteniendo que la decisión fue extremadamente bien razonada y significa la sentencia de muerte para los esfuerzos del diseño inteligente para introducir el creacionismo en las escuelas públicas, mientras que en el tercero DeWolf, et al. respondieron a las cuestiones planteadas por Irons. Sin embargo, el miedo a una demanda similar ha resultado que otros consejos escolares abandonen la propuesta del diseño inteligente de "enseñar la controversia".
En abril de 2010, la Academia Estadounidense de Religión emitió Directrices para la enseñanza de la religión en escuelas públicas K-12 de los Estados Unidos, que incluyó el consejo que la ciencia de la creación o el diseño inteligente no deben enseñarse en las clases de ciencias, ya que estos "representan cosmovisiones que competen fuera del ámbito de la ciencia que se define como (y limitado a) un método de investigación basado en la recopilación de evidencia observable y medible sujeta a principios específicos de razonamiento". Sin embargo, ellos, así como otras "cosmovisiones que se centran en especulaciones sobre los orígenes de la vida representan otra forma importante y relevante de investigación humana que se estudia adecuadamente en cursos de literatura o ciencias sociales. Dicho estudio, sin embargo, debe incluir una diversidad de cosmovisiones que representen una variedad de perspectivas religiosas y filosóficas y debe evitar privilegiar una visión como más legítima que las demás".

## Situación fuera de los Estados Unidos

### Europa
En junio de 2007, el Comité de Cultura, Ciencia y Educación del Consejo de Europa emitió un informe, The dangers of creationism in education (Los peligros del creacionismo en la educación), que establece que "El creacionismo en cualquiera de sus formas, como el "diseño inteligente", no está basado en hechos, no utiliza ningún razonamiento científico y sus contenidos son patéticamente inadecuados para las clases de ciencia". En su descripción de los peligros que plantea a la educación la enseñanza del creacionismo, describió el diseño inteligente como "anticiencia" y que involucra "fraude científico flagrante" y "engaño intelectual" que "difumina la naturaleza, objetivos y límites de la ciencia" y lo vincula junto a otras formas de creacionismo al negacionismo. El 4 de octubre de 2007, el Consejo de la Asamblea Parlamentaria de Europa aprobó una resolución que declara que las escuelas deben "resistir la presentación de ideas creacionistas en cualquier disciplina distinta de la religión", incluido el "diseño inteligente", que describió como "la versión última y más refinada del creacionismo", "presentado de una manera más sutil". La resolución hace hincapié en que el objetivo del informe no es cuestionar o combatir una creencia, sino "advertir contra ciertas tendencias de hacer pasar una creencia como ciencia".
En el Reino Unido, la educación pública incluye la educación religiosa como asignatura obligatoria y existen muchos colegios religiosos que enseñan el etos de denominaciones particulares. Cuando se reveló que un grupo llamado Truth in Science (Verdad en la Ciencia) había distribuido DVD producidos por Illustra Media que presenta miembros del Discovery Institute defendiendo el diseño en la naturaleza y que afirmó que eran utilizados por 59 escuelas, el Departamento de Educación y Habilidades (DfES) declaró que "ni el creacionismo ni el diseño inteligente se enseñan como asignatura en las escuelas y no están especificados en el currículo de ciencias" (parte del Plan de Estudios Nacional, que no aplica a las escuelas independientes o la educación en Escocia). El DfES posteriormente declaró que "El diseño inteligente no es una teoría científica reconocida, por lo que no está incluido en el currículo de ciencias", pero dejó el camino abierto para que pueda ser explorado en la educación religiosa en relación con diferentes creencias, como parte de un plan de estudio establecido por un Consejo Permanente de Asesoramiento sobre Educación Religiosa local. En 2006, la Autoridad de Cualificaciones y Curriculum produjo una unidad modelo de "Educación Religiosa" en el que los alumnos pueden aprender sobre puntos de vista religiosos y no religiosos sobre el creacionismo, el diseño inteligente y la evolución por selección natural.
El 25 de junio de 2007, el Gobierno del Reino Unido respondió a una petición electrónica diciendo que el creacionismo y el diseño inteligente no deben enseñarse como ciencia, aunque se espera que los profesores respondan las preguntas de los alumnos en el marco estándar de las teorías científicas establecidas. El 18 de septiembre de 2007 se publicó una detallada "Guía de enseñanza del creacionismo" gubernamental para las escuelas en Inglaterra. Esta dice que "El diseño inteligente se encuentra totalmente fuera de la ciencia", no tiene principios científicos, o explicaciones, que lo sustenten y no es aceptado por la comunidad científica. A pesar de que no debe enseñarse como ciencia, "Cualquier pregunta sobre el creacionismo y el diseño inteligente que se plantee en las clases de ciencias, por ejemplo, como resultado de la cobertura de los medios de comunicación, podría proporcionar la oportunidad de explicar o explorar por qué no se les consideran teorías científicas y, en el contexto adecuado, por qué la evolución se considera una teoría científica". Sin embargo, "Los profesores de asignaturas tales como RE, historia o ciudadanía pueden lidiar con el creacionismo y el diseño inteligente en sus lecciones".
El grupo de presión Centro Británico para la Educación Científica tiene el objetivo de "contrarrestar el creacionismo en el Reino Unido" y ha estado involucrado en el cabildeo al gobierno del Reino Unido a este respecto. El Departamento de Educación de Irlanda del Norte dice que el plan de estudios ofrece una oportunidad para que se enseñen teorías alternativas. El Democratic Unionist Party (DUP) –que tiene vínculos con el cristianismo fundamentalista– ha estado haciendo campaña para que el diseño inteligente sea enseñado en las clases de ciencias. Un exmiembro UDP del Parlamento, David Simpson, ha pedido garantías a la ministra de educación que los alumnos no perderán puntos de calificación si dan respuestas creacionistas o de diseño inteligente a preguntas científicas. En 2007, el ayuntamiento de Lisburn votó a favor de una recomendación del DUP de preguntar a las escuelas posprimarias cuáles son sus planes para desarrollar material pedagógico en relación con "la creación, el diseño inteligente y otras teorías de origen".
Los planes de la ministra de educación neerlandesa Maria van der Hoeven para "estimular un debate académico" sobre el tema en 2005 causaron una severa oposición de parte del público. Después de las elecciones de 2006, Hoeven fue sucedida por Ronald Plasterk, descrito como un "genetista molecular, firme ateo y oponente del diseño inteligente". Como reacción a esta situación en los Países Bajos, el director general de la Secretaría flamenca de educación católica (VSKO) en Bélgica, Mieke Van Hecke, declaró que: "Los científicos católicos ya aceptaron la teoría de la evolución hace mucho tiempo y el diseño inteligente y que el creacionismo no tiene cabida en las escuelas católicas de Flandes. No es tarea de la política introducir nuevas ideas, esa es la tarea y el objetivo de la ciencia".

### Australia
El estado del diseño inteligente en Australia es algo similar a la del Reino Unido (véase Educación en Australia ). En 2005, el ministro de educación, ciencia y capacitación australiano, Brendan Nelson, planteó la idea de que el diseño inteligente debía enseñarse en las clases de ciencias. La protesta generalizada hizo que el ministro rápidamente admitiera que el lugar adecuado para el diseño inteligente, si llegara a enseñarse, sería en las clases de religión o filosofía. El capítulo australiano de la Campus Crusade for Christ distribuyó un DVD del documental del Discovery Institute Unlocking the Mystery of Life (Resolviendo el misterio de la vida, 2002) a las escuelas secundarias de Australia. El presidente de una de las escuelas privadas destacadas del país apoyó el uso del DVD en el salón de clases a discreción de los maestros y directores.

### Relación con el islam
Muzaffar Iqbal, un notable musulmán pakistaní-canadiense, firmó la petición A Scientific Dissent from Darwinism del Instituto Discovery. Ideas similares al diseño inteligente se han considerado opciones intelectuales respetadas entre los musulmanes y en Turquía se han traducidos muchos libros de diseño inteligente. En Estambul, el gobierno local patrocinó reuniones públicas de promoción del diseño inteligente en 2007 y David Berlinski del Discovery Institute fue el orador principal en una reunión de mayo de 2007.

### Relación con la ISKCON
En 2011, la editorial Bhaktivedanta Book Trust de la Sociedad Internacional para la Conciencia de Krishna (ISKCON)  publicó un libro de diseño inteligente titulado Rethinking Darwin: A Vedic Study of Darwinism and Intelligent Design (Repensando a Darwin: un estudio védico del darwinismo y el diseño inteligente). El libro incluye contribuciones de los defensores del diseño inteligente William A. Dembski, Jonathan Wells y Michael Behe, además de los creacionistas hindúes Leif A. Jensen y Michael Cremo.

## Lectura adicional
Libros
- Behe, Michael J. (1996). Darwin's Black Box: The Biochemical Challenge to Evolution. New York: Free Press. ISBN 0-684-82754-9. LCCN 96000695. OCLC 34150540.
- Bliss, Richard B. (1976).  Duane T. Gish; John N. Moore, eds. Origins: Two Models: Evolution, Creation. San Diego, CA: Creation-Life Publishers. ISBN 0-890510-27-X. LCCN 76020178. OCLC 2597773.
- Bliss, Richard B. (1988).  David W. Unfred, ed. Origins: Creation or Evolution. El Cajon, CA: Master Books. ISBN 0-890511-32-2. LCCN 92190747. OCLC 29517556.
- Coyne, Jerry A. (2009). Why Evolution is True. Oxford; New York: Oxford University Press. ISBN 978-0-19-923084-6. LCCN 2008042122. OCLC 259716035.
- Darwin, Charles (1860). On the Origin of Species by Means of Natural Selection, or the Preservation of Favoured Races in the Struggle for Life (Quinto Mil [2º] edición). London: John Murray. LCCN 05016315. OCLC 1184673. The book is available in the PDF format from The Complete Work of Charles Darwin Online.
- Davis, Percival; Kenyon, Dean H. (1993) [Originally published 1989].  Charles B. Thaxton, ed. Of Pandas and People: The Central Question of Biological Origins (2º edición). Dallas, TX: Haughton Publishing Co. ISBN 0-914513-40-0. LCCN 00711376. OCLC 27973099.
- Dawkins, Richard (1986). The Blind Watchmaker: Why the Evidence of Evolution Reveals a Universe without Design. Illustrations by Liz Pyle (1ª Americana edición). New York: W. W. Norton & Company. ISBN 0-393-02216-1. LCCN 85004960. OCLC 802616493.
- Dawkins, Richard (2006). The God Delusion. Boston, MA: Houghton Mifflin Company. ISBN 978-0-618-68000-9. LCCN 2006015506. OCLC 68965666.
- Dembski, William A. (1998). The Design Inference: Eliminating Chance through Small Probabilities. Cambridge; New York: Cambridge University Press. ISBN 0-521-62387-1. LCCN 98003020. OCLC 38551103.
- Dembski, William A. (1999). Intelligent Design: The Bridge Between Science & Theology. Downers Grove, IL: InterVarsity Press. ISBN 0-8308-2314-X. LCCN 99037141. OCLC 41628252.
- Dixon, Thomas (2008). Science and Religion: A Very Short Introduction. New York: Oxford University Press. ISBN 978-0-19-929551-7. LCCN 2008023565. OCLC 269622437.
- Elmes, David G.; Kantowitz, Barry H.; Roediger, Henry L. (2006). Research Methods in Psychology (Ocho edición). Australia; Belmont, CA: Thomson/Wadsworth. ISBN 0-534-60976-7. LCCN 2005925207. OCLC 61721527.
- Forrest, Barbara; Gross, Paul R. (2004). Creationism's Trojan Horse: The Wedge of Intelligent Design. Oxford; New York: Oxford University Press. ISBN 0-19-515742-7. LCCN 2002192677. OCLC 50913078.
- Frame, Tom (2009). Evolution in the Antipodes: Charles Darwin and Australia. Sydney: UNSW Press. ISBN 978-1-921410-76-5. LCCN 2009286878. OCLC 271821761.
- Gauch, Jr., Hugh G. (2003). Scientific Method in Practice. New York: Cambridge University Press. ISBN 0-521-01708-4. LCCN 2002022271. OCLC 49225684.
- Gonzalez, Guillermo; Richards, Jay W. (2004). The Privileged Planet: How Our Place in the Cosmos is Designed for Discovery. Washington, D.C.: Regnery Publishing. ISBN 978-0-89526-065-9. LCCN 2004000421. OCLC 54046478.
- James E. Huchingson, ed. (1993). Religion and the Natural Sciences: The Range of Engagement. Fort Worth, TX: Harcourt Brace Jovanovich College Publishers. ISBN 0-030522-53-6. LCCN 92081266. OCLC 27833414.
- Humes, Edward (2007). Monkey Girl: Evolution, Education, Religion, and the Battle for America's Soul (1ª edición). New York: Ecco. ISBN 978-0-06-088548-9. LCCN 2006050263. OCLC 71223542.
- Jensen, Leif A. (2011). Rethinking Darwin: A Vedic Study of Darwinism and Intelligent Design. Contributors: Wells, Jonathan; Dembski, William A.; Behe, Michael J.; Cremo, Michael A. Bhaktivedanta Book Trust. Archivado desde el original el 27 de junio de 2013. Consultado el 28 de febrero de 2014.
- Johnson, Phillip E. (1991). Darwin on Trial. Washington, D.C.: Regnery Gateway. ISBN 0-8952-6535-4. LCCN 90026218. OCLC 22906277.
- Johnson, Phillip E. (1995). Reason in the Balance: The Case Against Naturalism in Science, Law & Education. Downers Grove, IL: InterVarsity Press. ISBN 0-830-81610-0. LCCN 95012620. OCLC 32384818.
- Johnson, Phillip E. (1997). Defeating Darwinism by Opening Minds. Downers Grove, IL: InterVarsity Press. ISBN 0-8308-1360-8. LCCN 97012916. OCLC 36621960.
- Johnson, Phillip E. (2000). The Wedge of Truth: Splitting the Foundations of Naturalism. Downers Grove, IL: InterVarsity Press. ISBN 0-8308-2267-4. LCCN 00039586. OCLC 43903750.
- Merriman, Scott A. (2007). Religion and the Law in America: An Encyclopedia of Personal Belief and Public Policy 1. Santa Barbara, CA: ABC-CLIO. ISBN 978-1-85109-863-7. LCCN 2007002579. OCLC 163590129.
- Meyer, Stephen C. (2009). Signature in the Cell (1ª edición). New York: HarperOne. ISBN 978-0-06-147278-7. LCCN 2008051773. OCLC 232978147.
- Numbers, Ronald L. (2006) [Originally published 1992 as The Creationists: The Evolution of Scientific Creationism; New York: Alfred A. Knopf]. The Creationists: From Scientific Creationism to Intelligent Design (Ampliado ed., 1 de Harvard University Press pbk. edición). Cambridge, MA: Harvard University Press. ISBN 0-674-02339-0. LCCN 2006043675. OCLC 69734583.
- Pearcey, Nancy (2004). Total Truth: Liberating Christianity from Its Cultural Captivity. Foreword by Phillip E. Johnson. Wheaton, IL: Crossway Books. ISBN 1-58134-458-9. LCCN 2003019514. OCLC 52980609.
- Pennock, Robert T. (1999). Tower of Babel: The Evidence Against the New Creationism. Cambridge, MA: MIT Press. ISBN 0-262-16180-X. LCCN 98027286. OCLC 44966044.
- Robert T Pennock, ed. (2001). Intelligent Design Creationism and Its Critics: Philosophical, Theological, and Scientific Perspectives. Cambridge, MA: MIT Press. ISBN 0-262-66124-1. LCCN 2001031276. OCLC 46729201.
- Pigliucci, Massimo (2010). «Science in the Courtroom: The Case against Intelligent Design». Nonsense on Stilts: How to Tell Science from Bunk. Chicago, IL: University of Chicago Press. pp. 160-186. ISBN 978-0-226-66786-7. LCCN 2009049778. OCLC 457149439.
- Ronan, Colin A. (1983). The Cambridge Illustrated History of the World's Science. Cambridge; New York: Cambridge University Press. ISBN 0-521-25844-8. LCCN 87673896. OCLC 10411883.
- Ruse, Michael (1992). «Of Pandas and People».  En Liz Rank Hughes, ed. Reviews of Creationist Books (Book review) (2º edición). Berkeley, CA: National Center for Science Education. ISBN 0-939873-52-4. OCLC 29343847.
- Scott, Eugenie C. (2004). Evolution vs. Creationism: An Introduction. Foreword by Niles Eldredge. Westport, CT: Greenwood Press. ISBN 0-313-32122-1. LCCN 2004044214. OCLC 54752786.
- Shanks, Niall (2004). God, the Devil, and Darwin: A Critique of Intelligent Design Theory. Foreword by Richard Dawkins. Oxford; New York: Oxford University Press. ISBN 0-19-516199-8. LCCN 2003042916. OCLC 51769083.
- Shermer, Michael (2006). Why Darwin Matters: The Case Against Intelligent Design (1ª edición). New York: Times Books. ISBN 978-0-8050-8121-3. LCCN 2006041243. OCLC 64511220.
- Slack, Gordy (2007). The Battle over the Meaning of Everything: Evolution, Intelligent Design, and a School Board in Dover, PA. San Francisco, CA: Jossey-Bass. ISBN 978-0-7879-8786-2. LCCN 2007005825. OCLC 84903217.
- Stenger, Victor J. (2011). The Fallacy of Fine-Tuning: Why the Universe Is Not Designed for Us. Amherst, NY: Prometheus Books. ISBN 978-1-61614-443-2. LCCN 2010049901. OCLC 679931691.
- Susskind, Leonard (2005). The Cosmic Landscape: String Theory and the Illusion of Intelligent Design (1ª edición). New York: Little, Brown and Company. ISBN 0-316-15579-9. LCCN 2005018796. OCLC 60798474.
- Thaxton, Charles B.; Bradley, Walter L.; Olsen, Roger L. (1984). The Mystery of Life's Origin: Reassessing Current Theories. Foreword by Dean H. Kenyon. New York: Philosophical Library ; Copyright 1984 by Foundation for Thought and Ethics. ISBN 0-8022-2447-4. LCCN 83017463. OCLC 9895509.
- Wells, Jonathan (2000). Icons of Evolution: Science or Myth?: Why Much of What We Teach About Evolution is Wrong. Washington, D.C.: Regnery Publishing. ISBN 0-89526-276-2. LCCN 00062544. OCLC 44768911.
- Matt Young; Taner Edis, eds. (2004). Why Intelligent Design Fails: A Scientific Critique of the New Creationism. New Brunswick, NJ: Rutgers University Press. ISBN 0-8135-3433-X. JSTOR 40072957. LCCN 2003020100. OCLC 59717533.
- Zimmer, Carl (2001). Evolution: The Triumph of an Idea. Introduction by Stephen Jay Gould; foreword by Richard Hutton (1ª edición). New York: HarperCollins. ISBN 0-06-019906-7. LCCN 2001024077. OCLC 46359440. Consultado el 28 de febrero de 2014.

Perspectiva ID
- Access Research Network
- Center for Science and Culture A program of the Discovery Institute
- DesignInference.com William A. Dembski's website
- Discovery Institute The hub of the intelligent design movement
- The Evolutionary Informatics Lab Dembski cofounded this lab with Robert J. Marks II
- Evolution News and Views A Discovery Institute website tracking media coverage of intelligent design
- Foundation for Thought and Ethics A Christian non-profit organization based in Richardson, Texas
- "Intelligent Design" An entry in the New World Encyclopedia, an online project originated by Sun Myung Moon
- Intelligent Design and Evolution Awareness (IDEA) Center
- Intelligent Design network
- Intelligent Design The Future A multiple contributor weblog by Discovery Institute fellows and staff
- International Society for Complexity, Information, and Design (ISCID) (Inactive website)
- Uncommon Descent William A. Dembski's blog

Perspectivas no ID
- «AAAS Board Resolution on Intelligent Design Theory». Washington, D.C.: American Association for the Advancement of Science. 18 de octubre de 2002. Archivado desde el original el 13 de noviembre de 2002. Consultado el 28 de febrero de 2014.
- ACLU site on Intelligent Design
- "Are There Any Important Differences between Intelligent Design and Creationism?" (PDF) by Jason Rosenhouse for the Committee for Skeptical Inquiry, February 24, 2006
- "The Design Argument" Archivado el 17 de marzo de 2015 en Wayback Machine. (PDF) by Elliott Sober, 2004
- "Design Arguments for the Existence of God" An entry in the Internet Encyclopedia of Philosophy (ISSN 2161-0002), founded by James Fieser
- "Intelligent Design?" Special report prepared by Richard Milner and Vittorio Maestro for Natural History magazine
- "Kitzmiller: An Intelligent Ruling on 'Intelligent Design'" by JURIST guest columnist Stephen G. Gey, December 29, 2005
- Kitzmiller v. Dover Area School District (PDF) A 139-page in-depth opinion of intelligent design, irreducible complexity, and the book Of Pandas and People by U.S. District Judge John E. Jones III
- National Academy of Sciences (1999). Science and Creationism: A View from the National Academy of Sciences (2º edición). Washington, D.C.: National Academy Press. ISBN 0-309-06406-6. LCCN 99006259. OCLC 43803228.
- "Natural 'Knowledge' and Natural 'Design'" by Richard Dawkins, May 15, 2006
- TalkOrigins Archive Archive of the Usenet discussion group talk.origins
- Texas Citizens for Science
- "What Is Intelligent Design Creationism?" National Center for Science Education, October 17, 2008

Artículos de prensa y recursos audiovisuales
- Annas, George J. (25 de mayo de 2006). «Intelligent Judging — Evolution in the Classroom and the Courtroom». The New England Journal of Medicine (Waltham, MA: Massachusetts Medical Society) 354 (21): 2277-2281. ISSN 0028-4793. PMID 16723620. doi:10.1056/NEJMlim055660. Consultado el 28 de febrero de 2014.
- Baynton, Douglas (17 de diciembre de 2005). «'Intelligent Design' Deja Vu». The Washington Post. Consultado el 28 de febrero de 2014.
- «Debating Evolution in the Classroom». NPR (Story archive) (Washington, D.C.: National Public Radio, Inc.). Consultado el 28 de febrero de 2014.
- Downey, Roger (1 de febrero de 2006). «Discovery's Creation». Seattle Weekly (Phoenix, AZ: Village Voice Media). Archivado desde el original el 5 de marzo de 2014. Consultado el 28 de febrero de 2014.
- «Evolution - Charles Darwin's 200th Birthday». The New York Times. 10 de febrero de 2009. Consultado el 28 de febrero de 2014. Articles, opinions, and features commemorating the birth of Charles Darwin
- Grier, Peter; Burek, Josh (21 de diciembre de 2005). «Banned in biology class: intelligent design». Christian Science Monitor (Boston, MA: Christian Science Publishing Society). ISSN 0882-7729. Consultado el 28 de febrero de 2014.
- «Judgment Day: Intelligent Design on Trial». Nova. Temporada 35. PBS. 13 de noviembre de 2007. http://www.pbs.org/wgbh/nova/evolution/intelligent-design-trial.html. Consultado el 28 de febrero de 2014.
- Lemonick, Michael (20 de diciembre de 2005). «Darwin Victorious». Time (New York: Time Inc.). Consultado el 28 de febrero de 2014.
- Orr, H. Allen (30 de mayo de 2005). «Devolution». The New Yorker (New York: Condé Nast). Consultado el 28 de febrero de 2014.

- Datos: Q172618
- Multimedia: Intelligent design / Q172618